# Катастрофа Boeing 707 под Таифом
Катастрофа Boeing 707 под Таифом — авиационная катастрофа, произошедшая в понедельник 26 ноября 1979 года в окрестностях Таифа с самолётом Boeing 707-340C авиакомпании PIA, при которой погибли 156 человек.

## Самолёт
Участвующий в происшествии Boeing 707-340C с заводским номером 20275 и серийным 844 был выпущен в 1970 году и 30 июля совершил свой первый полёт. 10 августа с бортовым номером AP-AWB он был передан авиакомпании Pakistan International Airlines (PIA). С 18 по 20 марта 1972 года бортовой номер сменился на G-AZPW, а сам самолёт зарегистрирован в Великобритании, после чего 25 марта был сдан в лизинг британской British Caledonian Airways Limited. 30 сентября того же года [1972] авиалайнер вернулся в пакистанскую PIA и 1 октября получил новый бортовой номер AP-AWZ. По имеющимся данным, на момент катастрофы самолёт имел 30 710 часов налёта.

## Катастрофа
Авиалайнер выполнял рейс PK740 из Джидды в Карачи, в ходе которого перевозил паломников, возвращающихся из хаджа. Всего на борту находились 11 членов экипажа и 145 пассажиров. В 01:29 рейс 740 вылетел из Джидды и начал набор высоты до планового эшелона 370 (11,28 километров). Но в 01:47 стюардесса сообщила пилотам, что в районе задней выходной двери начался пожар. Доложив диспетчеру о ситуации на борту и начале аварийного снижения с эшелона 300 (9,14 километров), экипаж получил разрешение снижаться до высоты 4000 футов (1220 метров). В 02:03 экипаж подал сигнал бедствия, после чего на связь больше не выходил. Примерно через минуту летящий на высоте 3000 футов (914 метров) Боинг врезался в скалы и взорвался. Все 156 человек на борту погибли. На момент событий это была крупнейшая авиакатастрофа в Саудовской Аравии, на 2013 год — третья. Третья крупнейшая катастрофа с участием Boeing 707.

## Причины
Причиной катастрофы был назван быстро развивающийся пожар, начавшийся в задней части салона, который своей скоротечностью вызвал панику среди пассажиров, в результате чего те, ища спасения, перебежали в переднюю часть. Это нарушило центровку самолёта, что в сочетании с сильным задымлением привело к тому, что экипаж потерял контроль над управлением. Точная причина не была определена. Наиболее вероятной выглядит версия, что произошла утечка бензина или керосина из одного из примусов, которые паломники брали с собой. Так как при наборе высоты давление в салоне становится несколько ниже, то прохудившаяся прокладка могла привести к протечке топлива. Был вариант о неисправности в электрических цепях, но быстрое распространение огня в этом случае было трудно объяснить ввиду особенностей устройства электрических систем самолёта и устройств защиты. Вариант о диверсии не нашёл подтверждения, так как не было обнаружено никаких доказательств использования зажигательных устройств.